# 신림고등학교
신림고등학교(新林高等學校)는 대한민국 서울특별시 관악구 신림동에 있는 공립 고등학교이다.

## 학교 연혁
- 1986년 12월 17일 : 관악구 신림동 산 197-1에 신림고등학교 설립 인가(36학급)
- 1987년 3월 1일 : 초대 윤혁오 교장 취임
- 1987년 3월 3일 : 87학년도 신입생 입학식 726명(남 6학급, 여 6학급)
- 1987년 5월 27일 : 개교식 거행
- 1990년 2월 14일 : 제1회 졸업식 723명 졸업 (남 359명, 여 364명)
- 2019년 3월 1일 : 제12대 정연수 교장 취임
- 2022년 12월 30일 : 제34회 졸업식 145명(남 67명, 여 78명)
- 2023년 3월 2일 : 2023학년도 입학식 179명(남 91명, 여 88명)

## 참고 자료
- 신림고등학교 - 한국교육학술정보원 학교알리미